# Platyrrhinus brachycephalus
Platyrrhinus brachycephalus — вид родини листконосові (Phyllostomidae), ссавець ряду лиликоподібні (Vespertilioniformes, seu Chiroptera).

## Середовище проживання
Країни поширення: Болівія, Бразилія, Колумбія, Еквадор, Французька Гвіана, Гаяна, Перу, Суринам, Венесуела. Вид обмежується рівнинними районами. Тісно пов'язаний з тропічними вічнозеленими лісами і вологими місцями.

## Звички
В основному плодоїдний. Лаштує сідала невеликими групами по 3—10 особин в сплетінні листя, дуплах дерев або печерах. Репродукція зазвичай збігається з початком сезону дощів і змінюється локально.

## Загрози та охорона
Втрата середовища існування є в деяких частинах ареалу виду, хоча це не вважається серйозною загрозою.